# Municipio de Swede Creek
El municipio de Swede Creek (en inglés: Swede Creek Township) es un municipio ubicado en el condado de Riley en el estado estadounidense de Kansas. En el año 2010 tenía una población de 155 habitantes y una densidad poblacional de 1,21 personas por km².

## Geografía
El municipio de Swede Creek se encuentra ubicado en las coordenadas 39°31′56″N 96°42′8″O / 39.53222, -96.70222. Según la Oficina del Censo de los Estados Unidos, el municipio tiene una superficie total de 128.54 km², de la cual 125,72 km² corresponden a tierra firme y (2,19 %) 2,82 km² es agua.

## Demografía
Según el censo de 2010, había 155 personas residiendo en el municipio de Swede Creek. La densidad de población era de 1,21 hab./km². De los 155 habitantes, el municipio de Swede Creek estaba compuesto por el 98,71 % blancos, el 0,65 % eran afroamericanos y el 0,65 % eran de una mezcla de razas. Del total de la población el 1,29 % eran hispanos o latinos de cualquier raza.